# Verbandsliga Hamburg 1947/48
De Verbandsliga Hamburg 1947/48 was het derde voetbalkampioenschap van de Verbandsliga Hamburg. De competitie was de opvolger van de Hamburger Stadtliga, die de vorige twee seizoenen gespeeld werd als hoogste klasse nog. Vanaf dit seizoen werd de Oberliga Nord ingevoerd als nieuwe hoogste klasse voor Noord-Duitsland. De Verbandsliga werd nu de tweede klasse en werd gespeeld over twee groepen van tien. Er speelden ook enkele teams van buiten Hamburg, maar wel uit de nabije omgeving in de competitie. Beide groepswinnaars streden niet om de algemene titel, maar namen deel aan de eindronde om te promoveren, waarin enkel Eimsbütteler TV slaagde. Doordat de competitie met vier clubs werd uitgebreid volgend seizoen was er slechts één team dat degradeerde. 

## Eindstand

### Groep Alster
| Plaats | Club                   | Wed. | Saldo | Ptn.  |
| ------ | ---------------------- | ---- | ----- | ----- |
| 1.     | Eimsbütteler TV        | 18   | 87:18 | 35:01 |
| 2.     | SC Sperber Hamburg     | 18   | 64:39 | 24:12 |
| 3.     | TuS Hamburg 1880       | 18   | 58:40 | 24:12 |
| 4.     | Lüneburger SK          | 18   | 47:37 | 23:13 |
| 5.     | Vorwärts Billstedt     | 18   | 35:42 | 17:19 |
| 6.     | Wilhelmsburger FV 09   | 18   | 33:39 | 16:20 |
| 7.     | Post SV Hamburg        | 18   | 43:49 | 13:23 |
| 8.     | FC Borussia 04 Harburg | 18   | 36:67 | 12:24 |
| 9.     | SV West-Eimsbüttel     | 18   | 37:59 | 11:25 |
| 10.    | TuS Finkenwerder       | 18   | 28:78 | 05:31 |

### Groep Elbe
| Plaats | Club                            | Wed. | Saldo | Ptn.  |
| ------ | ------------------------------- | ---- | ----- | ----- |
| 1.     | Altonaer FC 1893 Borussia       | 18   | 62:12 | 32:04 |
| 2.     | VfL Stade                       | 18   | 31:23 | 20:16 |
| 3.     | Wilhelmsburger FC Viktoria 1910 | 18   | 34:38 | 18:18 |
| 4.     | Hamburg-Eimsbütteler BC         | 18   | 36:37 | 17:19 |
| 5.     | SC Union 03 Altona              | 18   | 26:26 | 16:20 |
| 6.     | Harburger TB 1865               | 18   | 29:37 | 16:20 |
| 7.     | Holsatia Elmshorn               | 18   | 28:37 | 16:20 |
| 8.     | SV Blankenese                   | 18   | 20:30 | 16:20 |
| 9.     | FC Teutonia 05 Ottensen         | 18   | 24:38 | 15:21 |
| 10.    | Wacker 04 Billstedt             | 18   | 17:29 | 14:22 |

|  | Kampioen, deelname promotie-eindronde |
|  | Degradatie                            |